# Козаев, Георгий Сафонкаевич
Георгий Сафонкаевич Козаев (9 ноября 1938 — 19 июля 2023) — народный депутат РСФСР/РФ (1990—1993), ректор Горского государственного аграрного университета (ГГАУ) (1982—1994).

## Биография
Родился 9 ноября 1938 года в селе Кирово Ардонского района Северо-Осетинской АССР.
С 1955 года работал трактористом.
В 1965 году окончил факультет механизации сельского хозяйства Горского СХИ (Владикавказ) и в 1970 году (после службы в армии) его аспирантуру.
Работал там же: ассистент, старший преподаватель, доцент, заведующий кафедрой ремонта деталей машин, декан механического факультета, с 1980 года проректор по учебной части, с 1982 года ректор ГГАУ.
Профессор, кандидат технических наук. Кандидатская диссертация:
- Исследование и обоснование основных параметров автоводителя пропашного культиваторного агрегата : диссертация … кандидата технических наук : 05.20.01. — Орджоникидзе, 1972. — 189 с. : ил.

Народный депутат РСФСР/РФ (1990—1993). С 1994 по 1998 год первый заместитель председателя правительства Республики Северная Осетия — Алания. Депутат парламента Республики Северная Осетия — Алания первого (1995—1999) и второго (с апреля 1999) созывов. Председатель комитета парламента РСО-А второго созыва по бюджету и экономической политике. Баллотировался на пост президента РСО-А на выборах 18 января 1998 года.
Заслуженный работник высшей школы РФ. Награждён орденом «Знак Почёта» (1988). Умер 19 июля 2023 года.